# سانئوسوکه هارادا
هارادا سانئوسوکه (به ژاپنی: (原田 左之助 Harada Sanosuke); (۱ ژانویهٔ ۱۸۴۰ – ۶ ژوئیهٔ ۱۸۶۸) فرد نظامی و از فرماندهان شینسنگومی اهل ژاپن بود.
هارادا سانوسوکه استاد نیزه است که در مدارس نیزه‌زنی هوزوئین و تانه‌دا آموزش دیده است. در ترور ریوما ساکاموتو، یک غلاف شمشیر متعلق به او در میان وسایل به جا مانده در صحنه پیدا شد و او به عنوان یکی از مظنونان معرفی شد. (او در نبرد ادو-اوئنو در ۱۷ مه ۱۸۶۸، در سن ۲۹ سالگی کشته شد)